# Música do Canadá
A música do Canadá engloba desde as manifestações culturais das populações indígenas locais até nomes recentes da música popular, passando por compositores eruditos.

## Música erudita
O Canadá foi uma colônia francesa nos primeiros dois séculos de sua história, período no qual a música mais praticada era aquela da corte de Luís XIV, embora muitos músicos buscassem uma aproximação com a população indígena local. Relata-se que, durante o batismo do chefe Membertou, foi executado o Te Deum. É desta época também o primeiro compositor canadense, e talvez o primeiro de toda a América do Norte: Jean Biancourt.
A Igreja Católica, que na época promovia a contrarreforma, investiu pesadamente na música da então colônia, que recebia instrumentos diversos e de boa qualidade antes mesmo de Boston, outro grande centro musical das colônias britânicas na América. Com efeito, a primeira peça canadense de que se tem notícia é uma criada para a liturgia de 1685.
A música secular até existia, mas era bem menos intensa que a religiosa. A cidade de Montreal (Quebec), por sua vez, continha uma sociedade relativamente sofisticada que queria música para dança e diversão.
Quando o controle da colônia passou para os britânicos, a vida musical canadense deu uma guinada. Agora, os músicos locais começaram a ser influenciados pelas bandas militares inglesas, dirigidas por músicos treinados não só na própria Grã-Bretanha mas também na Alemanha. Em 1798, ocorre a primeira apresentação de uma ópera no Canadá: Ricardo Coração de Leão, de André Grétry.
Ao longo do século XIX, a música canadense continuou sofrendo influências estrangeiras com nomes como Theodor Molt e Antoine Dessane. Dentre os compositores nativos mais notórios da época estão Calixa Lavalle, Guillaume Couture e Alexis Constant.
No século XX, o primeiro nome notório foi Ernest Campbell Macmillan. Nesse século, duas escolas distintas de compositores alcançaram grande relevância na música clássica canadense: a escola de Toronto e a de Montreal.
A escola de Toronto envolveu compositores como John Weinzweig, Healey William, Harry Somers, Harry Freedman, John Beckwith, Barbara Pentland e o próprio Macmillan.
Já a escola de Montreal tem como expoentes Claude Champagne, Jean Papineau-Couture, François Morel, Clermont Pépin, Roger Matton, Serge Garant e Gilles Tremblay.

## Música popular

### Rock e heavy metal
O Canadá é berço de muitas bandas e artistas notórios do rock e do heavy metal, como Anvil, Mahogany Rush, Triumph, Rush, Loverboy, April Wine, Bachman-Turner Overdrive, Steppenwolf, Voivod, Strapping Young Lad, Broken Social Scene, Daniel Lanois, Joel Plaskett, Cowboy Junkies, Arcade Fire, Blue Rodeo, The Band, The Guess Who, The Tragically Hip e Neil Young.

### Outros gêneros
Na música pop, hip-hop, música folk, jazz, etc., o Canadá também produziu nomes de grande êxito comercial, como Shawn Mendes, Justin Bieber, Drake, Rufus Wainwright, Diana Krall, Gordon Lightfoot, Feist, Al Tuck, K. d. lang, Ron Sexsmith, Bryan Adams, Bruce Cockburn, Joni Mitchell, Leonard Cohen, Gino Vannelli, Martha & The Muffins, Buffy Sainte Marie, Stompin' Tom Connors, Ian & Sylvia, Stan Rogers, Barenaked Ladies, K-os, The Weeknd, Metric, Sloan, Crash Test Dummies, Kim Mitchell / Max Webster, Tegan and Sara, Alanis Morissette, Jeff Healy, The New Pornographers, The Constantines, The Rheostatics, Cory Hart, Grimes, 54-40, Shania Twain e Céline Dion.